# Ha Lê Hồ thiền vu
Ha Lê Hồ thiền vu (giản thể: 呴犁湖单于; phồn thể: 呴犁湖單于; bính âm: Xūlíhú Chányú, ?-102 TCN), là thiền vu Hung Nô từ năm 102 - 101 TCN. Ha Lê Hồ là quy phụ (chú ruột nhỏ tuổi nhất) của Nhi thiền vu. Sau khi Nhi thiền vu mất, con trai còn niên thiếu, Hung Nô đã lập Ha Lê Hồ lên ngôi thiền vu.